# Gevlekte aronskelk

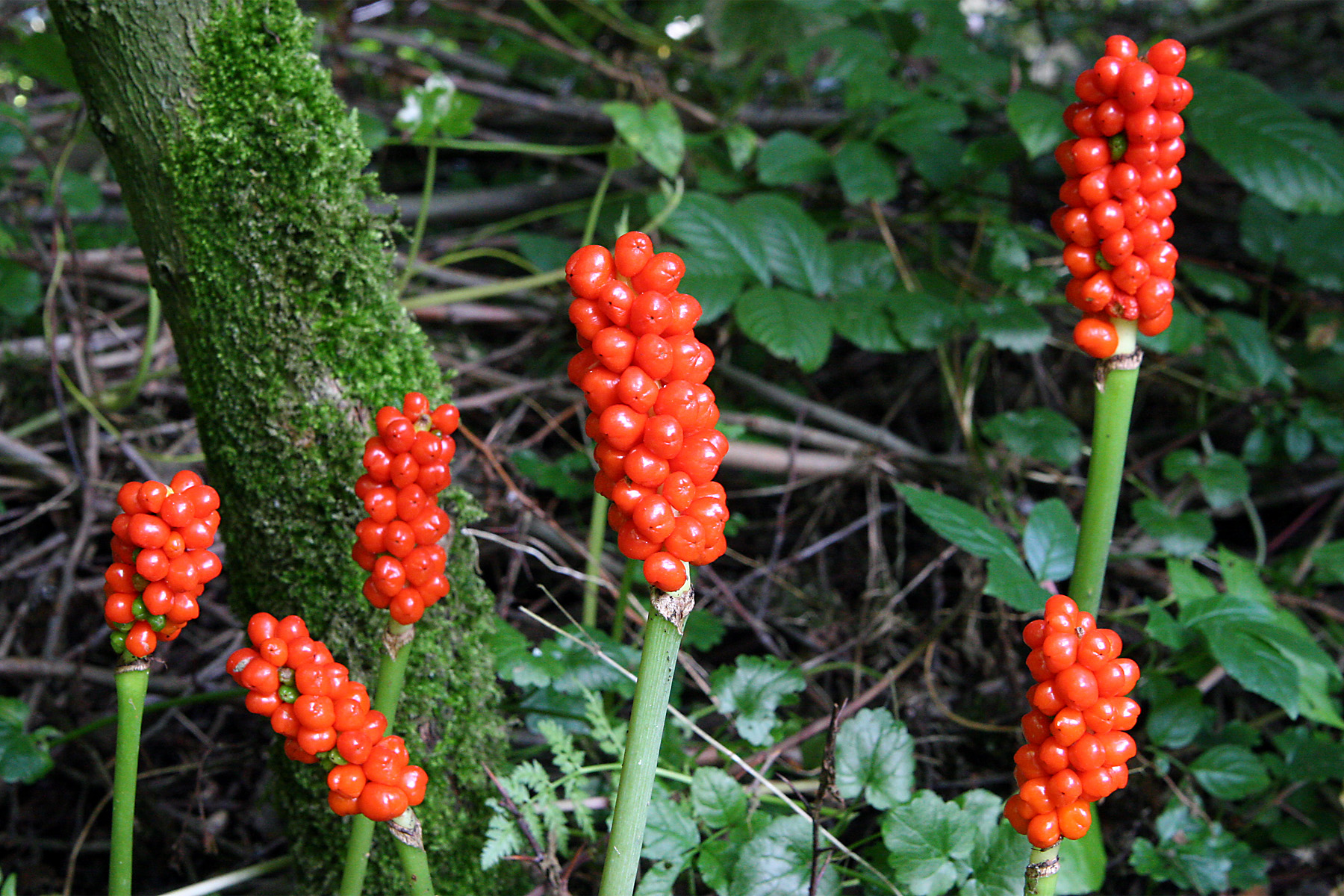
De typerende rode vruchten van de gevlekte aronskelk.

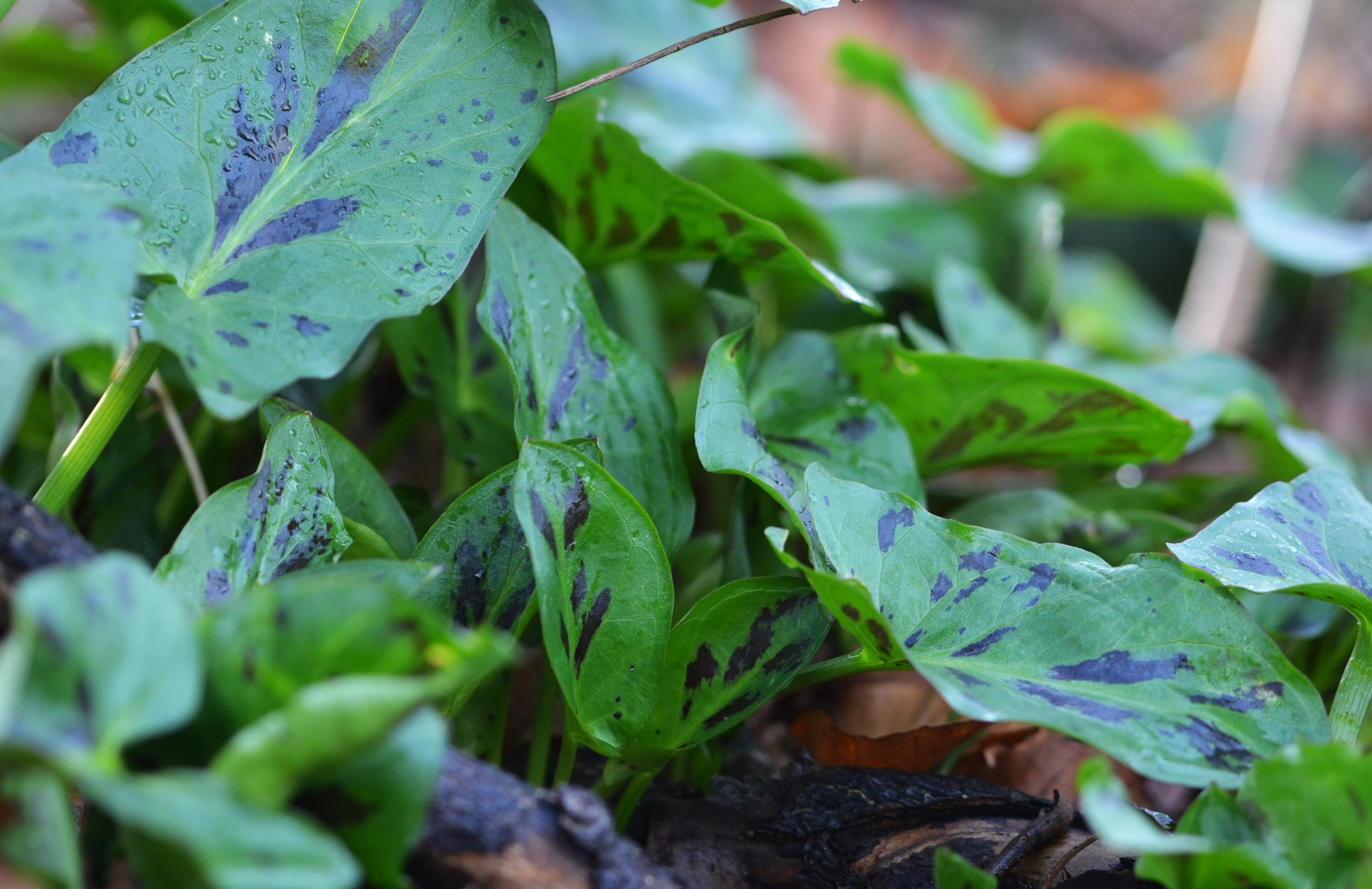
Gevlekte aronskelk (vegetatief)

De gevlekte aronskelk (Arum maculatum) is een plant uit de aronskelkfamilie (Araceae). Het is een vrij zeldzame plant die vooral voorkomt in eutrofe, kalkrijke en vrij vochtige loofbossen. Ook nabij heggen en in de buurt van longkruid en daslook komt de plant voor. Het is een echte stinsenplant.
De naam aronskelk zou zijn oorsprong vinden in het verhaal dat de plant begon te groeien uit de staf van de Bijbelse figuur Aäron, hem daarmee als hogepriester der Israëlieten aanwijzende.

## Kenmerken
De gevlekte aronskelk is een vaste plant die 20–40 cm hoog kan worden. De wortelstok loopt uit in een knolletje met vele zijwortels. De bladeren zijn groot en pijlvormig en soms bruin- en zwartgevlekt. De bloeiwijze verspreidt een lucht van rottend vlees, waar vliegjes op af komen. Wanneer ze op het blad van de bloeiwijze komen, dan glijden ze naar binnen. Ze kunnen de bloem dan niet verlaten. De volgende dag echter, is het blad minder glad waardoor ze de bloeiwijze verlaten kunnen en het stuifmeel mee naar buiten nemen. De bloeitijd is van april tot mei. De bessen zijn stralend rood.

## Syntaxonomie
De gevlekte aronskelk is een kensoort voor de klasse van eiken- en beukenbossen op voedselrijke grond.

## Gebruik
De knollen van de plant bevatten veel zetmeel en kunnen gekookt of geroosterd gegeten worden. De plant zelf is giftig in verse toestand en licht giftig als deze gedroogd is. In de fytotherapie wordt de plant gebruikt tegen heesheid, hardnekkig hoesten en keelpijn. Aronskelk bevat aroïne, saponine, glycoside, lycopine en calciumoxalaat. De bessen bevatten oxalaten van saponinen met naaldvormige kristallen die de huid, mond, tong en keel irriteren en resulteren in zwelling van de keel, ademhalingsmoeilijkheden, brandende pijn en maagklachten. Hun scherpe smaak, gekoppeld aan het bijna onmiddellijke tintelende gevoel in de mond wanneer ze worden geconsumeerd, betekent echter dat grote hoeveelheden zelden worden ingenomen en dat ernstige schade ongebruikelijk is.
Bloeiende aronskelk wordt verwerkt in grafstukken. In de christelijke symboliek van de middeleeuwen stond de aronskelk symbool voor de maagd Maria.